# Hermann Klaatsch

Hermann Klaatsch

Hermann August Ludwig Klaatsch (* 10. März 1863 in Berlin; † 5. Januar 1916 in Eisenach) war ein deutscher Mediziner, vergleichender Anatom und Anthropologe. Er trat auch als Urgeschichtsforscher und Ethnographikasammler hervor.

## Leben
Hermann Klaatsch entstammte einer bis ins 17. Jahrhundert zurückreichenden Familie von Ärzten. Der Vater, August Hermann Martin Klaatsch (1827–1885), hatte sich als Schüler des bedeutenden Naturwissenschaftlers Johannes Peter Müller, ab 1833 Ordinarius für Anatomie, Physiologie und Pathologie in Berlin und Begründer der modernen Physiologie, ursprünglich der vergleichenden Anatomie gewidmet, worüber er auch 1850 promovierte. Äußere Umstände bedingten jedoch, dass er sich der praktischen Laufbahn zuwandte. Mit seiner Ehefrau Julie Klaatsch, geb. Schwendler (1829–1895), hatte er drei Kinder: Clara Klaatsch, verheiratete von Gossler (1857–1931), Hermann Klaatsch (1863–1916) und Julie Klaatsch, verheiratete von Hake (1867–1910).
Hermann Klaatsch ging auf das Königliche Wilhelms-Gymnasium in Berlin und begann achtzehnjährig das Medizinstudium an der Universität Heidelberg unter Carl Gegenbaur, dessen Einfluss ihn bereits in den ersten Semestern dazu bewog, sich der vergleichenden Anatomie zu widmen. 1885 bestand Klaatsch das medizinische Staats- sowie das Doktorexamen an der Universität Heidelberg und folgte anschließend der Aufforderung Heinrich Wilhelm Waldeyers, dem seinerzeit bedeutendsten vergleichenden Anatomen, eine Assistentenstelle am Anatomischen Institut in Berlin zu übernehmen. Diese Stelle bekleidete Klaatsch bis 1888. Anschließend wurde er von Karl Gegenbaur erneut nach Heidelberg gerufen, um eine freiwerdende Assistentenstelle am dortigen Anatomischen Institut zu übernehmen. Am 26. Juli 1890 habilitierte sich Klaatsch an der Universität Heidelberg als Privatdozent für Anatomie des Menschen. 1895 erfolgte seine Ernennung zum außerordentlichen Professor für menschliche Anatomie an der Heidelberger Universität. 1896 schied er jedoch wieder aus dem Institutsverband aus und widmete sich ganz seinen privaten Studien und Vorlesungen. In die folgenden Jahre fielen auch mehrere Reisen nach Frankreich, Belgien, Kroatien und England, auf denen er auch anthropologischen und paläolithischen Fragestellungen nachging, sowie eine Kreuzfahrt nach Spitzbergen, die er zum Studium der pelagischen Fauna nutzte.
Von 1904 bis 1907 unternahm Klaatsch auf Anregung seines Freundes und Berufskollegen, des Heidelberger Anthropologen und Urgeschichtlers Otto Schoetensack eine dreijährige Australienreise, in der es primär um die Frage der Anthropogenese auf australischen Boden gehen sollte. Nach den bedeutenden paläoanthropologischen Funden in Europa (Neandertaler), aber auch in Asien (Java-Mensch), hatte sich Schoetensack verstärkt darüber Gedanken gemacht, welcher Kontinent als das Ursprungsland der Menschheit insgesamt angesehen werden könnte. Er gelangte zu der Auffassung, dass der australische Kontinent die Urheimat des Menschengeschlechts bildete. Klaatsch schloss sich dem definitiven Urteil Schoetensacks über den Ursprung der Menschheit in Australien zwar nie ganz an, ergriff jedoch die Chance, am Beispiel der australischen Aborigines Fragen zum Prozess der Menschwerdung näher zu untersuchen und womöglich zu klären. Da Schoetensack die weite Reise aus gesundheitlichen Gründen selbst nicht antreten konnte, kamen die beiden Wissenschaftler überein, dass Klaatsch den fünften Kontinent bereisen und Beweise für den dortigen Ursprung der Menschheit sammeln sollte. Finanziell unterstützt durch den Frankfurter Bergwerksgesellschafter und Haupteigner der Lancelot-Zinnmine in Nord-Queensland, Franz Egon Clotten, reiste Klaatsch im Februar 1904 ab.
Im ersten Jahr bereiste Klaatsch Queensland (Brisbane, Cairns, Cooktown und die Cape-York-Halbinsel) und freundete sich mit dem bedeutenden Arzt, Ethnologen und Schutzbeauftragten der Aborigines, Walter Edmund Roth, an. Danach gelangte Klaatsch nach Sydney, wo er fünf Monate blieb. Anschließend bereiste er Melbourne, Warrnambool, Adelaide und reiste via Albany nach Westaustralien. Entlang der Westküste gelangte er nach Broome, von wo aus er eine Reise nach Bali und Java unternahm. Durch Malaria geschwächt kam er im Mai 1906 zurück nach Broome, Australien. Von dort aus reiste er via Wyndham und Derby nach Darwin im Nordterritorium und verbrachte auch zwei Wochen auf Melville Island. Von Darwin reiste er via Sydney nach Tasmanien. Den Aufenthalt auf der Insel unterbrach er für eine Wissenschaftlertagung in Adelaide im Januar 1907. Im Februar 1907 reiste er aus Australien ab und gelangte per Seereise quer über den Pazifik sowie via Kanada und die Vereinigten Staaten am 3. April 1907 wieder nach Deutschland.
Da sich Beweise für die Entstehung der Menschheit in Australien so schwer finden ließen und Klaatsch gleichzeitig Anfragen von deutschen Völkerkundemuseen vorlagen, Ethnographika für deren Bestände zu sammeln, ging Klaatsch während seiner Reise mehr und mehr zum Sammeln von ethnographischen Objekten über. Dadurch kam er auch in Kontakt mit Aborigines in entlegenen Regionen Australiens. Er fertigte Notizen und Zeichnungen an und sammelte insgesamt mehr als 2000 ethnographische Objekte der australischen Aborigines, die er von Australien aus in mehreren Tranchen an die Museen in Deutschland verschickte.
Nach seiner Rückkehr im April 1907 wurde Klaatsch auf eine außerordentliche Professur für Anthropologie und Ethnologie an die Universität Breslau berufen. Als selbständiger Extraordinarius war Klaatsch in Breslau dem Anatomischen Institut und damit der medizinischen Fakultät zugeordnet. Bekannt sind seine vergleichend-anatomischen Studien über Primaten sowie seine Arbeiten zur Stammes- und Rassengeschichte. Er leistete auch einen wesentlichen Beitrag zur Erstbeschreibung des als Homo heidelbergensis benannten Unterkiefers von Mauer.
1902 erschien die Abhandlung Entstehung und Entwicklung des Menschengeschlechtes in Kraemers Weltall und Menschheit. Klaatsch war einer der Wissenschaftler, die früh die Auffassung vertraten, dass der Mensch nicht aus Affen entstanden sein konnte. Der „Umweg“ über das Baum- und Klettertier hätte eine entsprechende Anpassung erfordert, die ihre Spuren an der menschlichen Anatomie hinterlassen haben müsste. Im Jahr 1903 wurde er zum Mitglied der Leopoldina gewählt.